# Babette (film 1917)
Babette è un film muto del 1917 diretto da Charles J. Brabin. La sceneggiatura si basa sul romanzo Babette di Frank Berkeley Smith, pubblicato a New York nel 1916.

## Produzione
Il film fu prodotto dalla Vitagraph Company of America.

## Distribuzione
Distribuito dalla Greater Vitagraph (V-L-S-E), il film uscì nelle sale cinematografiche statunitensi il 2 aprile 1917 dopo essere stato presentato in prima a New York presumibilmente il 24 marzo 1917.
Non si conoscono copie ancora esistenti della pellicola che viene considerata presumibilmente perduta.